# Tuần Quý phi
Tuần Quý phi Y Nhĩ Căn Giác La thị (chữ Hán: 循贵妃伊爾根覺羅氏; 29 tháng 10 năm 1758 - 10 tháng 1 năm 1798), là một phi tần của Thanh Cao Tông Càn Long Đế.

## Tiểu sử
Tuần Quý phi sinh ngày 18 tháng 9 (âm lịch) vào năm Càn Long thứ 23 (29 tháng 10 năm 1758), xuất thân quý tộc Y Nhĩ Căn Giác La thị thuộc Mãn Châu Tương Lam kỳ, là con gái Tổng đốc Lưỡng Quảng tên Quế Lâm.
Năm Càn Long thứ 41 (1776), thông qua Bát kỳ tuyển tú, Y Nhĩ Căn Giác La thị được chỉ định làm Quý nhân. Nhưng sau khi người nhà của bà trình lên Thỉnh an chiết tạ ân, Càn Long Đế lại sửa bà lên làm Tần, nhà của bà lại phải trình lên một Thỉnh an chiết nữa. Ngày 18 tháng 11 (âm lịch) cùng năm, theo ý chỉ nhập cung, hiệu Tuần tần (循嬪), hồ sơ cung đình ghi lại trong nội viện thì bà còn được gọi là [Châu Long A tần; 珠隆阿嬪].
Đầu năm Càn Long thứ 42 (1777), Sùng Khánh Hoàng thái hậu giá băng, bà cùng Thuận phi và Thành tần cùng đến năm thứ 44 (1778) mới có thể chính thức làm lễ sách phong, lấy Lễ bộ Thượng thư Đức Bảo (德保) làm Chính sứ, Lễ bộ Thị lang Đạt Xuân (達椿) làm Phó sứ. Cùng năm ấy, ngày 6 tháng 12 (âm lịch), cha bà qua đời, ban kỳ ngân 320 lượng bạc, dĩ kỳ an phủ.
Năm Càn Long thứ 59 (1794), ngày 30 tháng 10 (âm lịch), tấn thăng Tuần phi (循妃), đến tháng 12 mới làm lễ sách phong, mệnh Đại học sĩ Vương Việt (王杰) làm Chính sứ, Lễ bộ Tả thị lang Lưu Quyền Chi (劉權之) làm Phó sứ.
Năm Gia Khánh thứ 2 (1797), gặp ngày sinh nhật 40 tuổi của Tuần phi vào tháng 9. Hôm ấy, Càn Long Đế phát hiện vật ban thưởng cho Tuần phi đã sớm được đưa vào tháng 5, liền đại nộ sai Kính Sự phòng phạt nặng Càn Thanh cung Đại tổng quản. Sang ngày 24 tháng 11 (âm lịch) cùng năm (10 tháng 1 năm 1798), Tuần phi Y Nhĩ Căn Giác La thị hoăng thệ do bệnh lao, chung niên 40 tuổi. Không có bất kỳ dữ liệu nào ghi lại bà được tặng làm Quý phi bởi Càn Long Đế, nhưng Xương Thụy sơn vạn niên thống chí (昌瑞山万年统志) cùng Thanh hoàng thất tứ phổ (清皇室四谱) đều ghi là [Tuần Quý phi], không rõ nguyên nhân.
Năm Gia Khánh thứ 4 (1799), ngày 11 tháng 9 (âm lịch), quan tài của bà được nhập vào Phi viên tẩm của Dụ lăng.